# Controler de afișare video

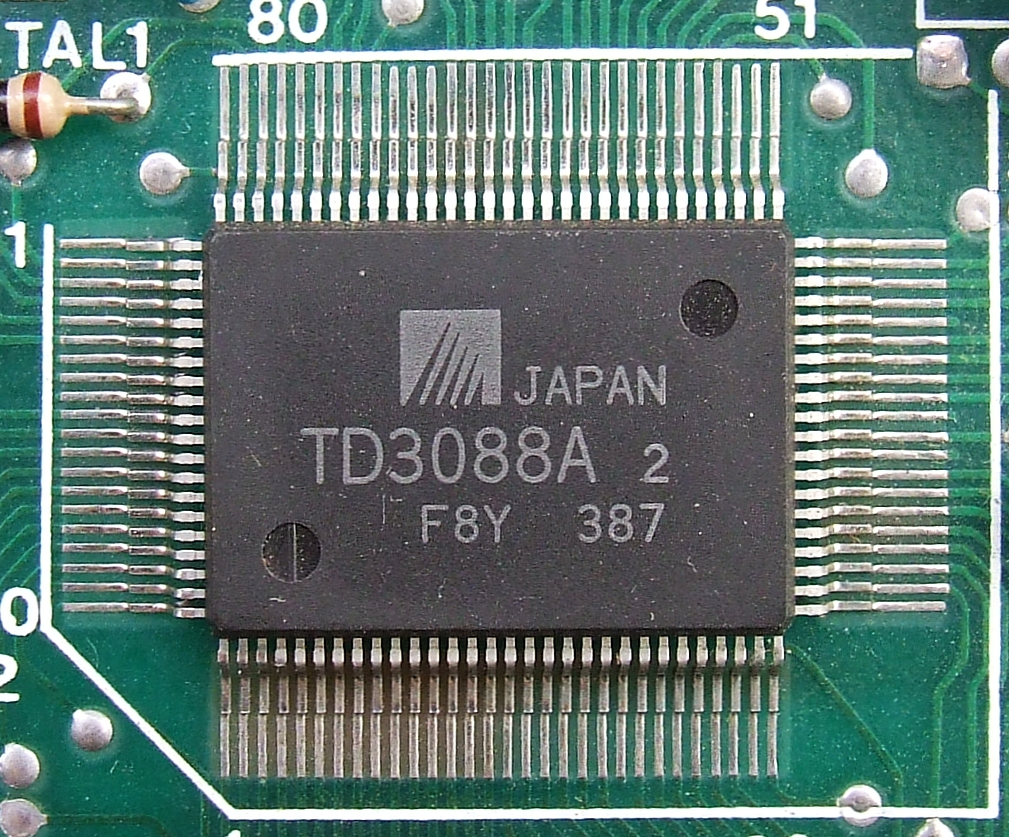
Un cip TD3088A, atașat pe o placă de circuit grafică.

Un controler de afișare video sau VDC (denumit în mod regulat motor de afișare, interfață de afișare) este un circuit integrat care este componenta principală a unui generator de semnal video, un dispozitiv responsabil pentru producerea unui semnal video TV într-un sistem de calcul sau joc. Unele VDC-uri generează și un semnal audio, dar aceasta nu este funcția lor principală.
VDC-urile au fost utilizate în computerele casnice din anii 1980 și, de asemenea, în unele sisteme video mai devreme.
Este componenta principală a logicii generatorului de semnal video, responsabilă cu generarea sincronizării semnalelor video, cum ar fi semnalele de sincronizare orizontală și verticală și semnalul de semnalizare. Uneori, alte cipuri de suport erau necesare pentru a construi un sistem complet, cum ar fi RAM pentru a reține date de pixeli, ROM pentru a reține fonturi de caractere sau o logică discretă, cum ar fi registre de schimb.
Cel mai adesea cipul VDC este complet integrat în logica sistemului principal de computer (RAM-ul său video apare pe harta de memorie a procesorului principal), dar uneori funcționează ca un coprocesor care poate manipula conținutul RAM video independent.

## Tipuri
Controlerele de afișare video pot fi împărțite în mai multe tipuri diferite, enumerate aici de la cele mai simple la cele mai complexe;
- Schimbatoarele video, sau „sisteme bazate pe registrul de schimburi video” (nu există un nume convenit în general pentru aceste tipuri de dispozitive), sunt cel mai simplu tip de controlere video. Aceștia sunt direct sau indirect responsabili pentru semnalele de sincronizare video, dar în mod normal nu accesează RAM-ul video direct. Obțin date video de la procesorul principal, un octet la un moment dat și îl convertesc într-un flux de serie serial, de unde și denumirea tehnică "schimbător video". Acest flux de date seriale este apoi utilizat împreună cu semnalele de sincronizare pentru a emite un semnal video. Procesorul principal trebuie să efectueze cea mai mare parte a lucrărilor. În mod normal, aceste cipuri acceptă doar un mod grafic grafic raster cu rezoluție foarte mică.
- Un CRTC, sau un controler de tuburi cu raze catodice, generează cronometrările video și citește datele video din memoria RAM atașată la CRTC pentru a o transmite printr-un generator extern de caractere ROM (pentru modurile text) sau direct în registrul de schimbare a ieșirilor video (pentru rezoluție înaltă moduri grafice). Deoarece capabilitățile reale ale generatorului video depind într-o mare măsură de logica externă, generatorul video bazat pe un cip CRTC poate avea o gamă largă de capacități, de la sisteme simple în modul text până la sisteme de înaltă rezoluție care acceptă o gamă largă de culori. Cu toate acestea, în mod normal, spriturile nu sunt acceptate de aceste sisteme.
- Controlerele de interfață video sunt mult mai complexe decât controlerele CRT, iar circuitul extern care este necesar cu un CRTC este încorporat în cipul controlerului video. Spriturile sunt adesea acceptate, la fel ca generatoarele de caractere (bazate pe RAM) și memoria video video dedicate atributelor de culoare și registrelor de palete (tabele de căutare a culorilor) pentru modurile de rezoluție înaltă sau text.
- Coprocesoarele video au propriul procesor intern dedicat citirii (și scrierii) propriilor lor RAM video și transformarea conținutului acestei memorii video video într-un semnal video. CPU principal poate da comenzi coprocesorului, de exemplu pentru a schimba modurile video sau pentru a manipula conținutul RAM video. Coprocesorul video controlează, de asemenea, generatorul de caractere (cel mai adesea bazat pe RAM), RAM-ul atributului de culoare, registrele paletelor și logica sprite (atât timp cât există, desigur).

## Istorie
În 1982, NEC a lansat NEC μPD7220, unul dintre cele mai utilizate regulatoare de afișare video în calculatoarele personale din anii 1980. A fost utilizat în NEC PC-9801, APC III, compatibile PC-uri IBM, DEC Rainbow, Tulip System-1 și Epson QX-10. Intel a acordat licență designului și l-a numit 82720 controller grafic.
Anterior, plăcile grafice au fost numite și adaptoare grafice, iar cipurile utilizate pe aceste carduri ISA/EISA constau doar dintr-un controler de afișare, deoarece aceasta era singura funcționalitate necesară pentru conectarea unui computer la un afișaj. Cardurile ulterioare au inclus integrate pentru a efectua calcule legate de redarea 2D în paralel cu CPU; aceste carduri au fost denumite carduri de accelerator grafic. În mod similar, IC-urile pentru randare 3D au urmat în cele din urmă.